# Чобану, Анатолий Иванович
Анатолий Иванович Чобану (рум. Anatol Ciobanu; 14 мая 1934, с. Русень, Бессарабия в составе Румынии — 8 апреля 2016, Кишинёв, Молдавия) — советский и молдавский учёный, лингвист, академик Академии наук Молдовы.

## Биография
В 1956 г. с отличием окончил историко-филологический факультет Кишиневского государственного университета. В 1960 г. защитил там же кандидатскую диссертацию. В 1973 г. получил степень доктора филологических наук после защиты диссертации в Московском государственном университете имени М. В. Ломоносова.
В 1959 г. был принят на работу в Кишиневский государственный университет:
- 1959—1961 гг. — ассистент,
- 1952—1976 гг. — доцент,
- 1964—1968 гг. — декан,
- 1976 г. — профессор филологического факультета,
- 1978—2001 гг. — заведующий кафедрой общей и романической лингвистики.

С 2001 г. — заведующий кафедрой румынского языка, общего и романского языкознания Молдавского государственного университета.
Специалист в области синтаксиса, социолингвистику, общей лингвистики. Он являлся автором более 600 публикаций, в том числе восьми монографий, десяти учебников, 14 учебных пособий, двух словарей и около 600 научных статей.

## Награды и звания
- Орден Республики.
- Действительный член Академии наук Молдовы (1992).